# ヴァレンタイン・ブラウン (初代ケンメア伯爵)
初代ケンメア伯爵ヴァレンタイン・ブラウン（英語: Valentine Browne, 1st Earl of Kenmare、1754年1月 – 1812年10月3日）は、アイルランド貴族。ホイッグ党穏健派とされた。

## 生涯
トマス・ブラウン（1726年 – 1795年9月9日。名目上の第4代ケンメア子爵だったが、公式には第6代準男爵として承認されただけだった）とアン・クック（Anne Cooke、トマス・クックの娘）の息子として、1754年1月に生まれた。
1795年9月9日に父が死去すると、領地、準男爵位と名目上のケンメア子爵位を継承した。その後、小ピットの推薦により、1798年2月14日にアイルランド貴族であるケンメア子爵とキャッスルロス男爵に叙された。さらに1801年1月2日、同じくアイルランド貴族であるケンメア伯爵とキャッスルロス子爵に叙された。
カトリックだったものの、アイルランド王国とグレートブリテン王国の合同には支持したという。
1812年10月3日にキャッスルロス（Castlerosse）で死去、2人目の妻との間の息子ヴァレンタインが爵位を継承した。

## 家族
1777年7月7日、シャーロット・ディロン（Charlotte Dillon、1755年9月11日 – 1782年8月15日、第11代ディロン子爵ヘンリー・ディロンの娘）と結婚、1女をもうけた。
- シャーロット（1852年11月1日没） - 1802年5月13日、第2代準男爵サー・ジョージ・ゴールドと結婚、子供あり

1785年8月24日、メアリー・エイルマー（Mary Aylmer、1806年10月16日没、マイケル・エイルマーの娘）と再婚、4男2女をもうけた。
- メアリー・アン（Mary Ann、1786年12月15日 – 1840年6月13日） - 1809年1月9日、第7代準男爵サー・トマス・ゲージ（英語版）（1820年没）と結婚、子供あり。1835年4月22日、ウィリアム・ヴォーン（William Vaughan）と再婚
- ヴァレンタイン（1788年 – 1853年） - 第2代ケンメア伯爵
- トマス（1789年 – 1871年） - 第3代ケンメア伯爵
- ウィリアム（英語版）（1791年 – 1876年） - 1826年4月29日、アン・フランシス・セグレイヴ（Anne Frances Segrave、トマス・セグレイヴの娘）と結婚
- マイケル（1793年5月18日 – 1825年）
- フランシス（Frances、1817年没）